# ليون بريدن
ليون بريدن (بالإنجليزية: Leon Breeden)‏ هو ملحن أمريكي، ولد في 3 أكتوبر 1921 في غوثري في الولايات المتحدة، وتوفي في 11 أغسطس 2010 في دالاس في الولايات المتحدة.

## وصلات خارجية
- ليون بريدن على موقع ميوزك برينز (الإنجليزية)
- ليون بريدن على موقع أول ميوزيك (الإنجليزية)
- ليون بريدن على موقع ديسكوغز (الإنجليزية)